# Kostel Nejsvětější Trojice (Pouchobrady)
Kostel Nejsvětější Trojice v Pouchobradech je původně gotický venkovský kostel v obci Pouchobrady, části obce Sobětuchy v okrese Chrudim v Pardubickém kraji. V roce 1934 v něm byly nalezeny fragmenty nástěnných maleb ze 2. poloviny 14. století. Od roku 1964 je kostel zapsán do státního seznamu kulturních památek.

## Historie
Kostel vznikl již ve 2. čtvrtině 14. století a z té doby se zachoval zejména sedlový portál sakristie, kamenná křtitelnice a fragmenty nástěnných maleb v presbytáři a na severní straně lodi. Kostel měl gotický západní portál, který je zachycen pouze plánem, protože zanikl asi koncem 19. století.
V roce 1675 došlo k raně barokní přestavbě, v roce 1888 pak k historizující obnově, kterou vedl architekt František Schmoranz st. a byla při ní byla přistavěna západní věž.

## Popis
Jedná se o jednolodní venkovský kostel s věží v západním průčelí. Loď kostela je krátká, obdélná, s vysokou sedlovou střechou; je osvětlena z obou stran jedním čtyřlistým oknem. Pětiboký presbytář je o něco nižší a na severu k němu přiléhá sakristie, na jejímž východním průčelí se zachovalo obdélné, pravděpodobně gotické okno.
Do západního průčelí je vestavěna hranolová věž, kterou výškově člení kamenné římsy. Je zakončena štíhlým osmibokým jehlancem, na jehož vrcholu je makovice a kříž.